# Johann Heinrich Schröder (Unternehmer)
Johann Heinrich Schröder (auch John Henry, seit 1868 Freiherr von Schröder; * 8. Dezember 1784 in Hamburg; † 28. Juni 1883 ebenda) war ein hanseatischer Kaufmann.

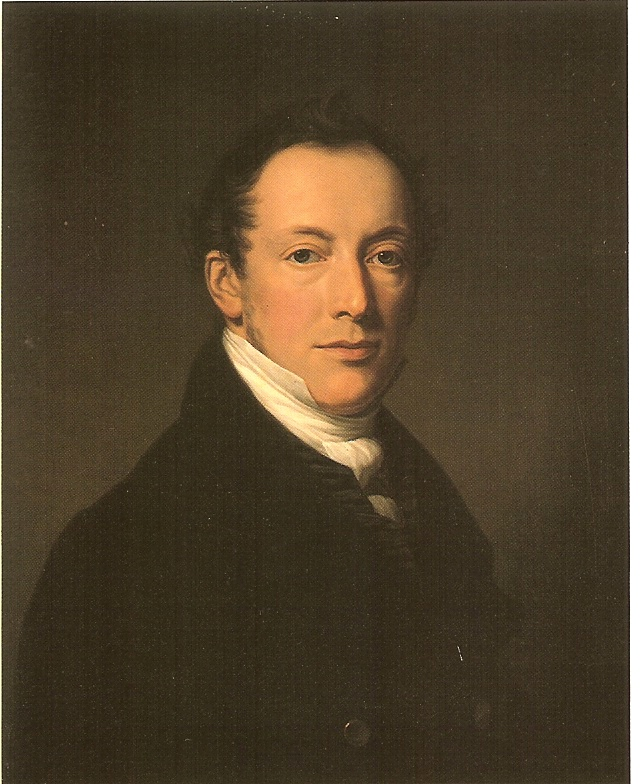
Johann Heinrich Schröder

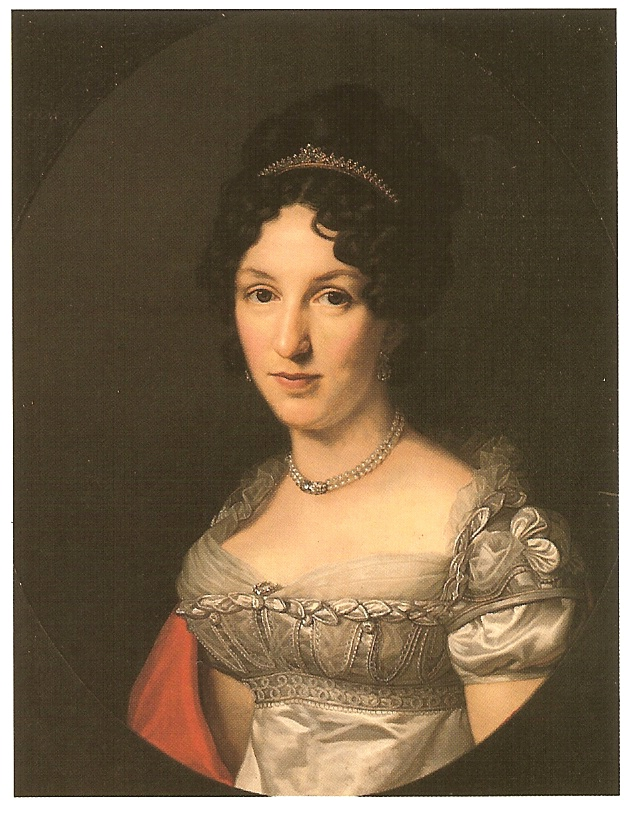
Henriette Schröder, geb. von Schwartz

## Leben
Der Sohn des Hamburger Kaufmanns und Bürgermeisters Christian Matthias Schröder wurde wie dieser Kaufmann. 1804 ging er als 17-Jähriger zu seinem Bruder Johann Friedrich (1780–1852) nach London. 1818, nach der Auflösung der Partnerschaft mit seinem Bruder, gründete Johann Heinrich Schröder in London sein eigenes Geschäft, die Handelsbank J. Henry Schröder & Co. Im Jahr darauf (1819) folgte die Gründung von J.H. Schröder & Co. in Hamburg, wohin Johann Heinrich dann auch dauerhaft zurückkehrte.
Zuvor hatte Schröder schon am 26. Januar 1819 Henriette von Schwartz (* 7. Juni 1798 in Hamburg; † 5. Januar 1889 ebenda) geheiratet, die Tochter des preußischen Generalkonsuls in Hamburg Wilhelm von Schwartz (1763–1832), Geheimer Kommerzienrat und Kaufmann zu Hamburg, und der Henriette Lütkens (1777–1835).
Schröder handelte vor allem mit Zucker, Baumwolle, Kaffee und Indigo im Im- und Export dieser Waren über London und Hamburg nach Sankt Petersburg.
Die Verbindung von Handel und Handelsfinanzierung brachte ihm ein beträchtliches Vermögen ein. Von 1848 bis 1868 gab er 261 Kunden Kredite zur Handelsfinanzierung. 1870 gelang ihm die erste Begebung einer japanischen Staatsanleihe im Westen. Aus der Londoner Bank entstand später die Privatbank Schroders plc.
1824 erwarb er das um 1795 für John Thornton (1764–1835) von Christian Frederik Hansen erbaute Landaus an der Elbchaussee (Nr. 201). Das zugehörige Grundstück wurde wenige Jahre nach seinem Tode geteilt. Schröders Erben 1953 schenkten ein Teil des ehemaligen Gartens 1953 der Stadt Hamburg, heute bekannt als Schröders Elbpark.
Gegenüber befinden sich noch die ehemaligen Stallungen mit Kutscher- und Gärtnerwohnung in den Flügeln, die inzwischen zu Wohnzwecken umgebaut wurden. Sie werden im Volksmund „Halbmond“ genannt.
Im Jahre 1839 eröffnete er eine Bankfiliale in Liverpool.

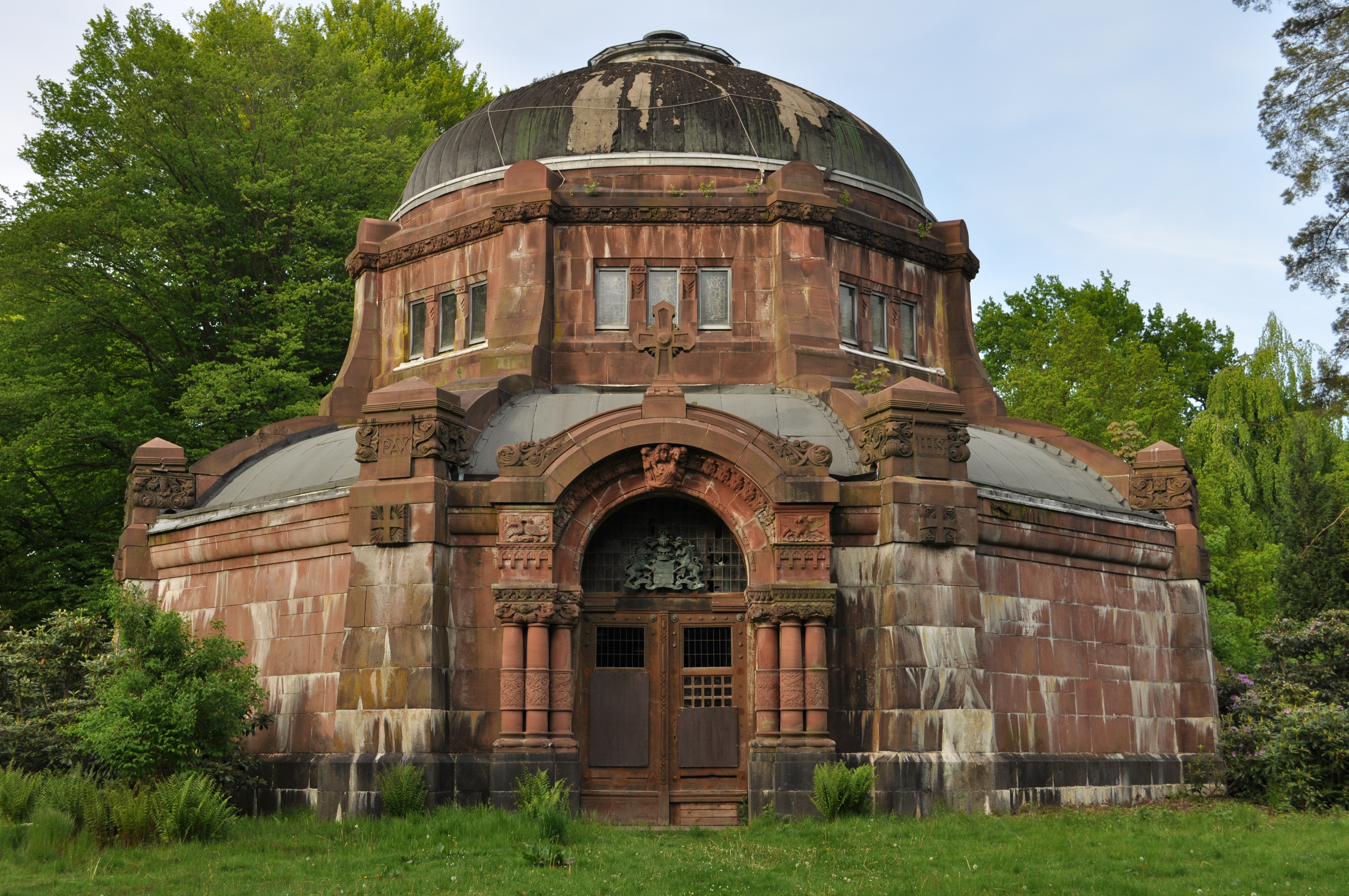
Mausoleum von Schröder, Friedhof Ohlsdorf

Schröder erwarb 1850 das Gut Groß-Schwansee (Gemeinde Kalkhorst) im Klützer Winkel. Seine Nachfahren, hier zunächst Johann Heinrich (John Henry) Freiherr von Schröder (1784–1883), respektive dessen Enkel Heinrich (1852–1927) wiederum, betrieben bis 1945 den Besitz für die Familie.
Am 26. Dezember 1868 wurde er in Berlin in den erblichen preußischen Freiherrnstand erhoben. Anlässlich seiner Goldenen Hochzeit erhielt er mit der Hamburgischen Ehrengedenkmünze in Gold die höchste Auszeichnung des Hamburger Senats.
Er starb 1883 und wurde in einem für ihn errichteten Mausoleum auf den Dammtorfriedhöfen begraben.
2009 lief die Ruhezeit im Mausoleum aus und die dort Bestatteten wurden in der Nähe des Mausoleum in einem Erdgrab beigesetzt.

## Auszeichnungen
- 1881 Kronen-Orden, 1. Klasse[10]

## Nachkommen
Henriette und Johann Heinrich Schröder hatten zwölf Kinder, von denen drei schon im Kindesalter starben. Die älteste Tochter Helene (1819–1909) war mit Bernhard Donner (1809–1865) verheiratet; sie bewohnte viele Jahre den Donners Park und stiftete das Helenenstift. Die Tochter Harriet (1836–1899) heiratete 1855 Theodor Milberg (1826–1868). In zweiter Ehe heiratete sie 1879 Adolph Godeffroy. Die Tochter Olga Sophie (1838–1922) heiratete den Adeligen Carl Leopold Marius Moritz von Abercron (1833–1913). Gemeinsam erwarben sie diverse Güter in Wangels in Schleswig-Holstein nahe Hamburg, darunter Gut Testorf sowie Gut Ehlerstorf.
Der älteste überlebende Sohn Johann Heinrich Wilhelm (John Henry) übernahm die führende Rolle im Familiengeschäft und die Londoner Firma. Die anderen beiden überlebenden Söhne übernahmen jeweils die Firmen in Hamburg und Liverpool (William Henry, 1841–1912), (Carl Heinrich "Charles" 4. August 1826 – 13. Juni 1909). Die Tochter Francisca Henriette (1821–1902) heiratete Anton Schröder (1813–1896), einen Sohn von Johann Heinrichs jüngerem Bruder Anton Diedrich Schröder (1779–1855). Zwei weitere Töchter heirateten die Brüder und Verwandten aus Quakenbrück Bernhard Hinrich (1816–1849) und Johann Rudolph (1821–1887) Schröder, die Gründer des Handels- und Bankhauses Schröder Gebrüder & Co. Johann Rudolph und seine Frau Clara (1829–1900) wurden die Eltern von Bruno Schröder, der das Londoner Familienunternehmen in der nächsten Generation weiterführte. Wie bei der Familie Rothschild gab es unter Johann Heinrichs Kindern und Nachkommen eine ganze Reihe Parallelcousinen- und Kreuzcousinenheiraten.

## Nachwirkung

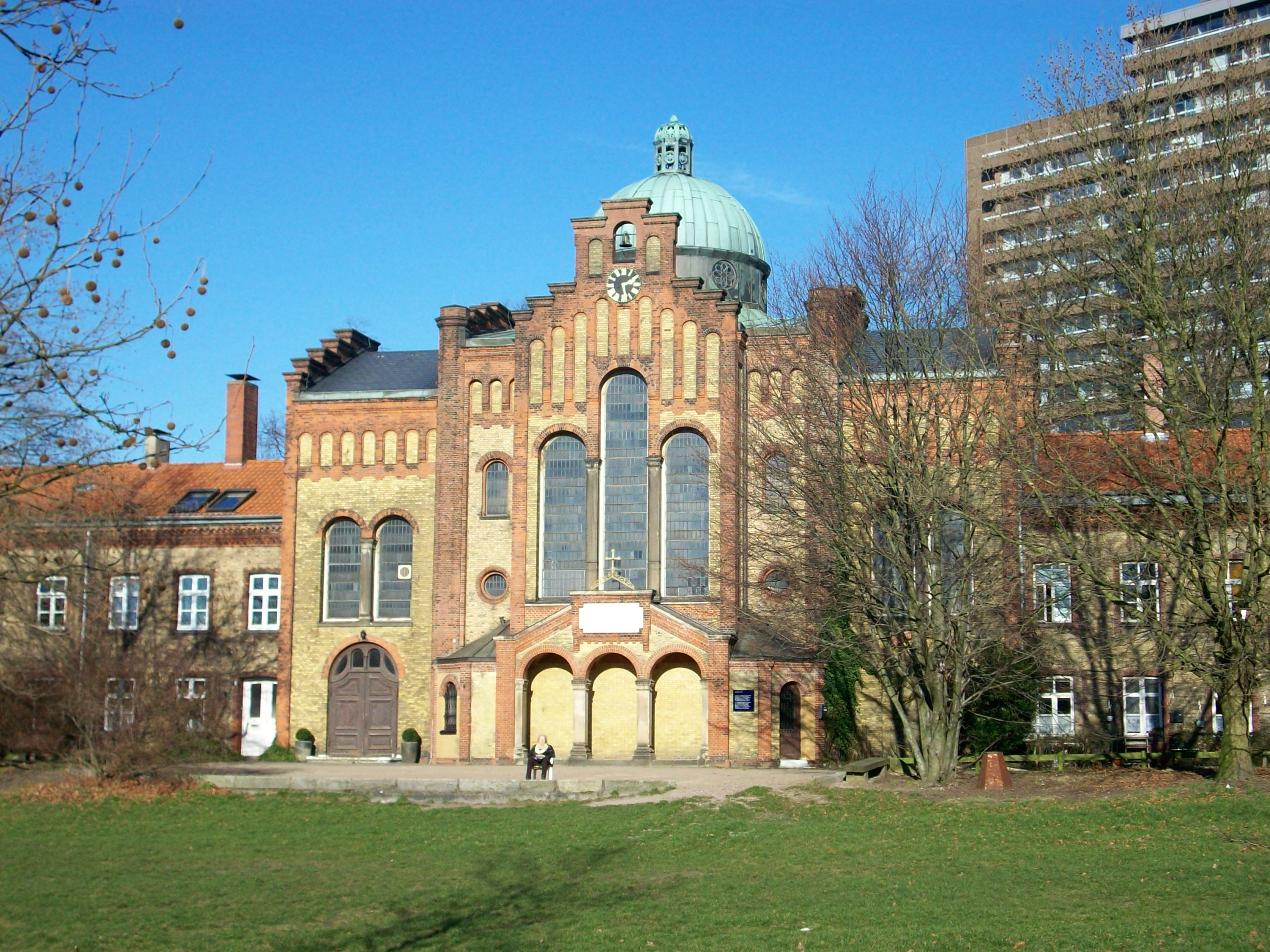
Historische Anlage des Schröderstifts

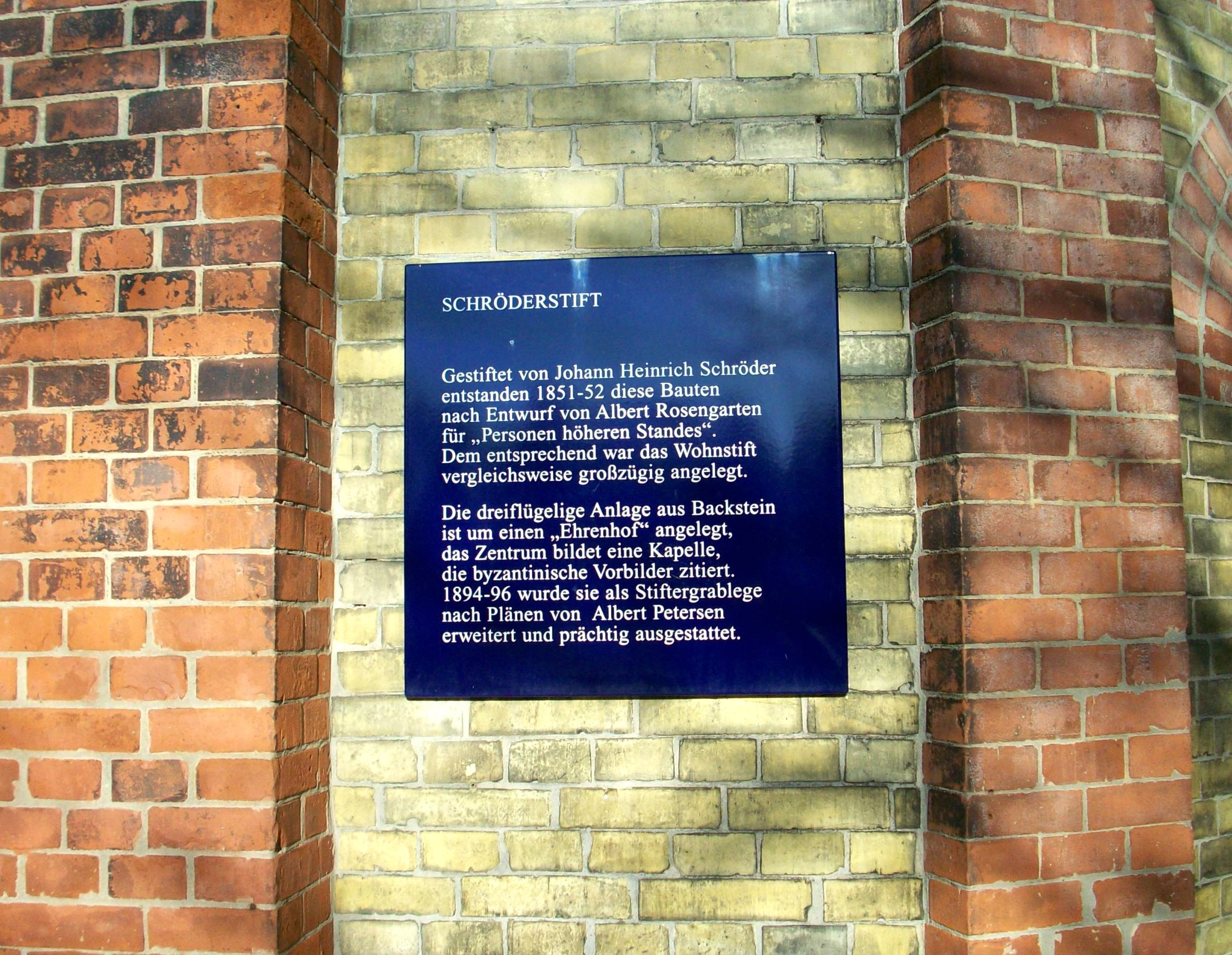
Tafel am Schröderstift

### Schröderstift
1850 rief er die Joh. Heinr. Schröder's mildtätige Stiftung ins Leben und stattete sie mit einem Vermögen von 1 Million Mark aus. Daraus entstand das Hamburger Schröderstift an der Sternschanze als Wohnanlage für bedürftige Frauen höherer Stände, geplant durch den Architekten Albert Rosengarten und in 5 Bauabschnitten errichtet. Später erhielt die Straße vor dem Stift den Namen Schröderstiftstraße.
Das Stift, heute eine Seniorenwohnanlage für bedürftige Rentner, zog 1971 an einen neuen Standort am U-Bahnhof Kiwittsmoor in Hamburg-Langenhorn, nördlich des Krankenhauses Ochsenzoll.

### Schröders Elbpark
Schröders Elbpark ist eine Parkanlage im Hamburger Stadtteil Othmarschen.

### J. Henry Schroder Award
2006 und 2007 schrieb die Schroder Investment Management GmbH als Tochter von Schroders plc in Zusammenarbeit mit dem Handelsblatt einen Preis für deutschsprachige junge Finanzjournalisten aus, den sie nach Johann Heinrich Schröder benannte.